# Trestrece
Trestrece fue un grupo de rock alternativo originario de Mallorca (España), que cantaba en castellano, con claras influencias electrónicas y melódicas.

## Historia
La banda nace a mediados de los 2000 a iniciativa de Javier Ruiz (voz y guitarra) y tras abandonar su anterior grupo, The Nash. A lo largo de su trayectoria y hasta consolidarse en su formación actual, ha contado con colaboradores de otras bandas nacionales de renombre como  Sexy Sadie,  Jet Lag o L.A.

## Inicios
Javier acababa de regresar a Mallorca después de haber pasado casi un año en Londres probando suerte en diferentes bandas de rock, a la vez que componía material propio para un proyecto aún sin definir. A través de un amigo común, conoce a Pablo Di Salvo, primer bajista de la banda y que siguió vinculado al grupo de forma habitual hasta 2009. La primera formación la completaría Gabriel Amengual, procedente de bandas como Loise Lane o Post (proyecto del ex-Sexy Sadie) Miki Serra). 
Ofrecen sus primeros conciertos a finales de 2004, grabando un EP de 4 canciones que publican ya en 2005 a través del sello local Stereo Records. Las actuaciones en la Isla se suceden con buena acogida por parte del público, propiciando también una pequeña gira por la península presentándolo. 
En 2006 Javier entra a formar parte de LA & The Dirty Diamonds, la banda de Luis Alberto Segura (L.A.), compaginando ambas bandas durante un periodo de actividad intenso. Durante este tiempo, Trestrece son finalistas en varios concursos a nivel local y autonómico (Artjove, Musicnauta, SonoPalma) propiciando que suenen por primera vez en Radio 3 de Radio Nacional de España. En 2008, Javier decide abandonar la banda de Luis Alberto para volver a centrarse en su proyecto.

## Grabación de "Una Señal"
La grabación del que finalmente sería el primer disco de Trestrece se inicia a finales de 2006, en forma de demo de 4 temas, incluyendo las canciones "Una Señal", "Sólo el Tiempo", "Sigo Preguntándome" y "No hay Excusas", grabada por Josep María Escudé y mezclada y masterizada por Ian Love, guitarrista del grupo Neoyorquino  Rival Schools en su estudio de Nueva York. Ante la buena acogida de la misma por parte de los fanes de la banda y de los medios locales, y con la ayuda del premio del PalmaSó, la banda entra a grabar los temas que completarían el disco.
Para la grabación del mismo contarían con la colaboración a las guitarras de Carlos Pilán (ex-Sexy Sadie), Sergio Molina a los teclados (ex Jet Lag y también Sexy Sadie) y Chus Coll al Chelo (Marcel Cranc), entre otros. En la parte técnica, fue esta vez Tonet Toledo (Sexy Sadie, Iván Ferreiro, Sterlin, etc). el encargado de grabar a la banda en los estudios Urban de Palma de Mallorca. La mezcla y masterización corrió de nuevo a cargo de Ian Love.
Durante esta época la formación se completa con Ángel Ríos a la batería y se amplía con las incorporaciones de Andreu Darder a la guitarra y Marc Morueco a los teclados. 
El disco se autoedita inicialmente bajo el nombre de "Bienvenidos a Ninguna Parte" en 2008 y finalmente es reeditado por Pupilo Records / Popstock el 28 de enero de 2010, bajo el título de "Una Señal".

## Traslado a Madrid, Gira de "Una Señal", "Sólo el Tiempo" y Músicos por Haití.
A finales de 2009, Javier decide trasladarse a Madrid y rehacer ahí la banda. Es entonces cuando se establece la formación actual con Mey Alean (ex - Huecco y Soraya) al bajo y coros y Toni Martinez a la guitarra, teclados y coros. Junto a ellos y a Iván García (batería, ex Jet Lag) presentan el disco a lo largo de 2010.
Durante un breve descanso en verano, la banda graba el EP acústico "Sólo el Tiempo", incluyendo versiones de 5 de los temas de "Una Señal". La banda se encargaría de presentarlo durante el Otoño de 2010 y primavera de 2011.
Durante esta época, el grupo participa activamente en la creación y organización de Músicos por Haití(3)(4)(5), un proyecto benéfico en forma de concierto, vinculado a Intermón Oxfam y destinado a paliar los efectos del  Terremoto que costó la vida a más de 100.000 personas. Dichos conciertos se celebraron en 2010 y 2011 respectivamente, contando con la participación de Vetusta Morla, Amaral o Havalina entre otros.

## Grabación de "Bajo un Nuevo Sol"
A principios de 2011 y motivados por la buena acogida de  "Una Señal", el grupo decide centrarse en la composición de una continuación al mismo. La grabación del mismo se realiza entre el estudio doméstico de la banda y el estudio propiedad de Gus Porta, contando con Miguel González como técnico de sonido. David Kano ( Cycle, Krakovia,  Ellos , etc.) es el encargado de mezclar los temas, canalizando los arreglos más duros y electrónicos que la banda había preparado. Por último, el encargado de la masterización sería Steve Hall(6), conocido por trabajar con bandas como  Green Day, Jane's Addiction, The Flaming Lips o Bob Dylan, en sus estudios Futuredisc de Oregón, USA. El disco apareció publicado el 10 de octubre de 2012 a través de Lengua Armada / Munster Distribución.

## Última gira y separación temporal
Durante la mayor parte del Otoño e Invierno de 2012 el grupo estuvo embarcado en una gira de presentación de “Bajo un Nuevo Sol”, actuando en salas y recintos de toda España. Aún a pesar de la excelente acogida de los conciertos, con llenos en casi todas las ciudades, el grupo decide detener temporalmente su andadura en Primavera de 2013, acusando el cansancio de casi 10 años de carrera. La falta de apoyos discográficos y el estilo ambiguo del sonido del grupo, entre el rock, la música independiente y la electrónica, llevan a los componentes a declarar una pausa que se mantiene hasta la fecha.

## Discografía
EP - Stereo Récords (2005)
Una Señal - Pupilo Records / Popstock (2010)
Sólo el Tiempo EP - Autoeditado (2010)
Bajo un Nuevo Sol - Lengua Armada / Munster Records (2012)